# Falkenkauz

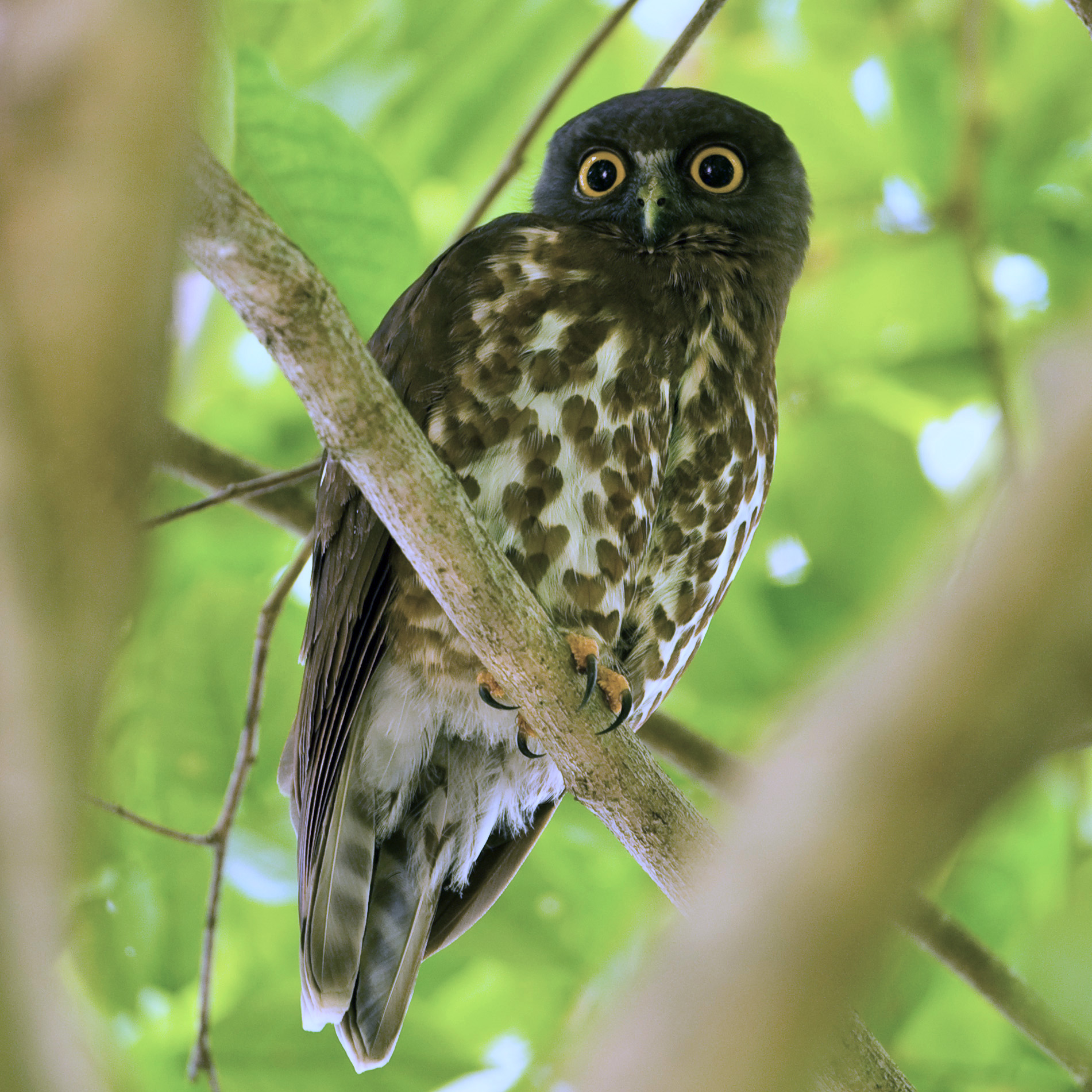
Falkenkauz, Thailand

Der Falkenkauz (Ninox scutulata), auch Zugkauz oder Schildkauz genannt,  ist eine mittelgroße Eulenart aus der Gattung der Buschkäuze (Ninox). Der Name bezieht sich auf den Habitus der Eule, der entfernt an einen Falken erinnert.
Der Falkenkauz ist in Asien weitverbreitet und in Teilen seines Verbreitungsgebietes ein Zugvogel. Es werden mehrere Unterarten unterschieden. Die Bestandssituation wird von der IUCN als ungefährdet (least concern) eingestuft.

## Merkmale
Der Falkenkauz erreicht eine Körperlänge von 27 bis 33 Zentimetern, wovon 9,5 bis 13,6 Zentimeter auf den Schwanz entfallen. Das Gewicht liegt zwischen 170 und 230 Gramm. Es besteht kein auffälliger Geschlechtsdimorphismus. Die Männchen sind allerdings tendenziell etwas größer als die Weibchen.
Beide Geschlechter haben einen schokoladenbraunen Scheitel und Nacken mit einer unscharf abgegrenzten ockerfarbenen Strichelung. Das Gesicht ist braun mit zahlreichen schmalen weißen Stricheln, die Stirn ist am hellsten. Der Mantel, der Rücken und die Flügeldecken sind einfarbig schokoladenbraun. Die Federn der Flügeldecken haben allerdings auf der Außenfahne weiße Flecken. Die Arm- und Handschwingen sind gleichfalls schokoladenbraun, sind jedoch ockerfarben quergebändert. Der Schwanz ist dunkelbraun mit einer breiten, graubraunen Querbänderung und weißen Federspitzen. Die Körperunterseite ist weißlich mit großen, tropfenförmigen rotbraunen Längsstreifen. Die Iris ist leuchtend gelb. Die Wachshaut am Schnabel ist matt-grün oder grünlich braun. Der dunkle Schnabel hat eine aufgehellte Schnabelspitze.

## Verbreitungsgebiet und Lebensraum
Das Verbreitungsgebiet des Falkenkauzes reicht vom indischen Subkontinent bis nach Ostsibirien und Japan. In südlicher Richtung gehören zum Verbreitungsgebiet die Andamanen, die malaiische Halbinsel, die Sundainseln, Sulawesi, die Molukken, Taiwan und die Philippinen. Als Irrgast hat der Falkenkauz auch schon Inseln vor der Küste Nordwest-Australiens erreicht. Im Norden seines Verbreitungsgebietes ist der Falkenkauz ein Zugvogel, der auf den Sundainseln, Taiwan und den Philippinen überwintert, im Süden seines Verbreitungsgebietes dagegen ein Standvogel. Im Winterhalbjahr sind in Teilen des Verbreitungsgebietes entsprechend zwei verschiedene Populationen anzutreffen.
In Indien ist der Falkenkauz in Waldgebieten von den Tiefebenen bis in Höhenlagen von etwa 1700 Metern anzutreffen. In Japan besiedelt er gewöhnlich Hartlaubwälder und hält sich bevorzugt an Waldrändern auf. Er ist dort auch ein häufiger Brutvogel in Stadtrandgebieten und bekannt dafür, in Tempel- und Parkanlagen zu brüten, sofern diese einen Bestand an hohen Bäumen aufweisen. Auf dem indischen Subkontinent ist er besonders häufig in Galeriewäldern und auch hier in der Nähe menschlicher Siedlungen anzutreffen. In Südostasien besiedelt der Falkenkauz überwiegend primäre Regenwälder und ist in der Nähe von menschlichen Siedlungen selten.

## Lebensweise
Der Falkenkauz ist dämmerungs- und nachtaktiv. Er lebt einzelgängerisch oder in Paaren. Verpaarte Vögel sitzen während des Tages häufig in großer Nähe zueinander auf einem Ast, der durch Kletterpflanzen oder Blattwerk des Baumes beschattet ist.
Die Nahrung des Falkenkauzes besteht aus Insekten wie Käfern und Heuschrecken, aber auch aus Fröschen, Eidechsen, kleinen Singvögeln, Mäusen und gelegentlich auch Fledertieren. Er jagt typischerweise von einer Ansitzwarte aus.

## Fortpflanzung

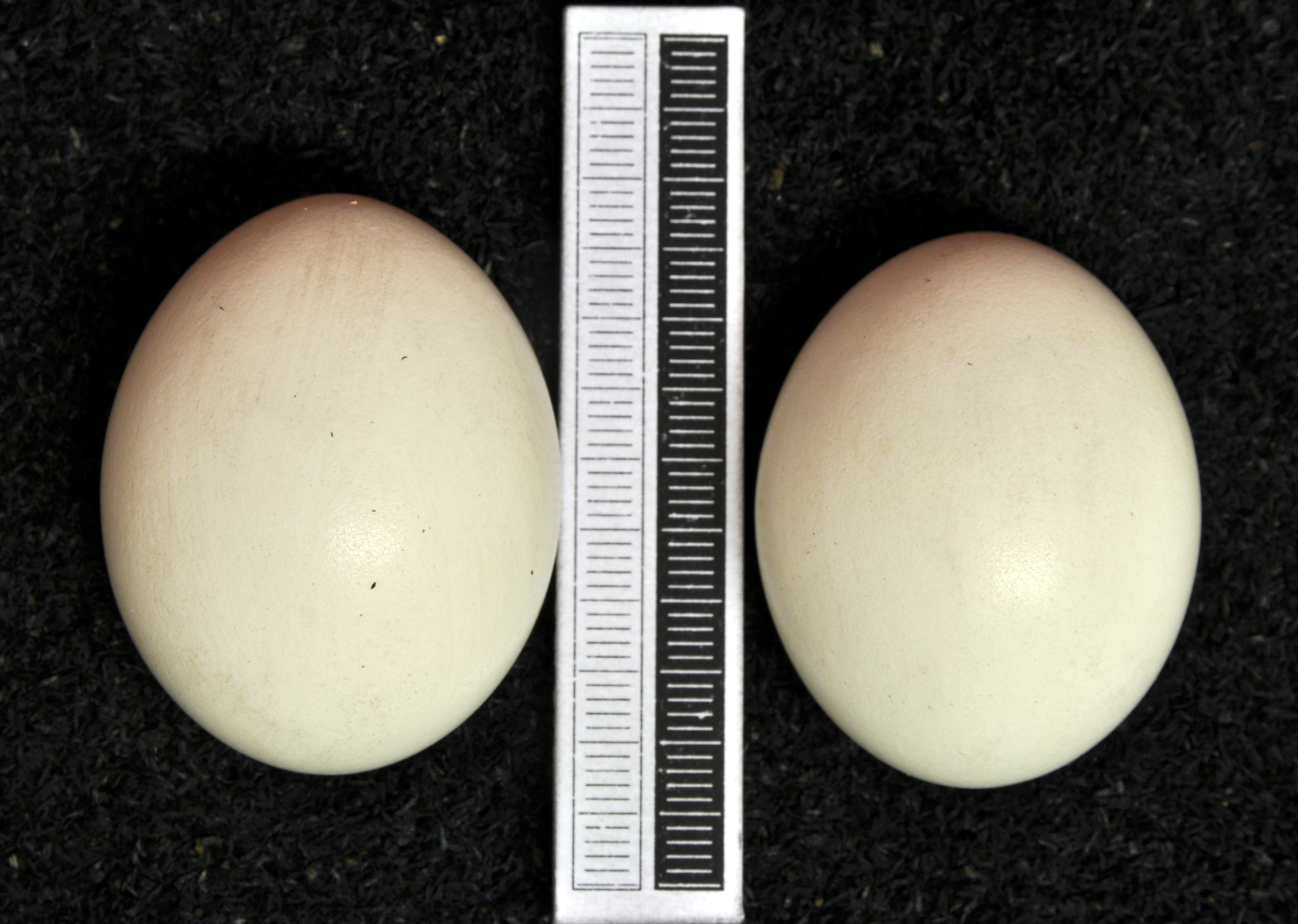
Eier des Falkenkauzes

Der Falkenkauz ist während der Fortpflanzungszeit sehr ruffreudig. Die Duette des Männchens und des Weibchens sind während der Nacht häufig über Stunden vernehmbar. Er brütet bevorzugt in natürlichen Baumhöhlen.
In Japan fällt die Brutzeit in die Monate Mai und Juni, in Nordindien dagegen brütet er von Mai bis Juli und auf Sumatra im Zeitraum März bis April. Das Gelege besteht aus zwei bis fünf Eiern. Diese werden allein vom Weibchen bebrütet, das vom Männchen mit Nahrung versorgt wird. Die Brutzeit beträgt 25 Tage. Die Nestlinge werden von beiden Elternvögeln gefüttert. Sie sind in einem Alter von 24 bis 27 Lebenstagen flügge.

## Unterarten
Bisher sind neun Unterarten bekannt:
- Ninox scutulata lugubris (Tickell, 1833) kommt im Norden, Nordosten und Zentralindien sowie in Nepal vor.
- Ninox scutulata burmanica Hume, 1876 ist im Nordosten Indiens über den Süden Chinas, Indochina und Thailand verbreitet.
- Ninox scutulata hirsuta (Temminck, 1824) ist im Süden Indiens und auf Sri Lanka verbreitet.
- Ninox scutulata isolata Baker, ECS, 1926 kommt auf Car Nicobar vor.
- Ninox scutulata rexpimenti Abdulali, 1979	kommt auf Groß Nikobar vor.
- Ninox scutulata scutulata (Raffles, 1822) kommt auf der Malaiischen Halbinsel, den Riau-Inseln, auf Sumatra und auf Bangka vor.
- Ninox scutulata javanensis Stresemann, 1928	ist im Westen von Java verbreitet.
- Ninox scutulata borneensis (Bonaparte, 1850) ist auf Borneo, und dem Norden der Natuna-Inseln verbreitet.
- Ninox scutulata palawanensis Ripley & Rabor, 1962 kommt in Palawan vor.

## Einzelbelege
1. 1 2 3   König et al.: Owls of the World, S. 461.
2. ↑   Ninox scutulata in der Roten Liste gefährdeter Arten der IUCN 2016.10. Eingestellt von: BirdLife International, 2016. Abgerufen am 21. Januar 2017.
3. ↑   König et al.: Owls of the World, S. 462.
4. ↑  IOC World Bird List Owls